# Hästilt
Hästilt este o arie protejată (arie specială de conservare — SAC, sit de importanță comunitară — SCI) din Suedia întinsă pe o suprafață de 10,9 ha, integral pe uscat.

## Localizare
Centrul sitului Hästilt este situat la coordonatele 56°49′52″N 13°15′16″E / 56.831°N 13.2544°E.

## Înființare
Situl Hästilt a fost declarat sit de importanță comunitară în ianuarie 2002 pentru a proteja un număr necunoscut de specii din flora spontană și fauna sălbatică aflate în arealul zonei. Situl a fost protejat și ca arie specială de conservare în martie 2011.

## Biodiversitate
Situată în ecoregiunea boreală, aria protejată conține 3 habitate naturale: Fânețe de joasă altitudine (Alopecurus pratensis, Sanguisorba officinalis), Pajiști cu Molinia pe soluri calcaroase, turboase sau argilos-nămoloase (Molinion caeruleae), Pajiști uscate europene.
La baza desemnării sitului se află un număr nedeclarat de specii protejate.